# Mugilogobius karatunensis
Mugilogobius karatunensis är en fiskart som först beskrevs av Aurich, 1938.  Mugilogobius karatunensis ingår i släktet Mugilogobius och familjen smörbultsfiskar. Inga underarter finns listade i Catalogue of Life.